# Cecil Parker
Cecil Parker (Hastings, 3 september 1897 - Brighton, 20 april 1971) was een Brits acteur. Zijn filmcarrière, tijdens dewelke hij zo'n negentig films draaide, vooral in het Verenigd Koninkrijk, omspande ruim vijfendertig jaar (1933-1969). 

## Leven en werk

### Eerste jaren
Na de Eerste Wereldoorlog tijdens dewelke hij zijn legerdienst vervulde bij de infanterie, begon Parker interesse te vertonen voor het acteren. Hij debuteerde op de bühne in Londen in 1922. Zijn debuut op het witte doek viel ongeveer samen met de doorbraak van de geluidsfilm.

### Filmcarrière
Parker werkte bijna uitsluitend met Britse regisseurs, in de jaren dertig herhaaldelijk met veelal uit de belangstelling verdwenen cineasten zoals Tom Walls, Maurice Elvey, George King en Victor Saville. Aan het einde van de jaren dertig begon hij ook gevraagd te worden door buitenlands (King Vidor, Alberto Cavalcanti...) en binnenlands (Alfred Hitchcock, Michael Powell en Carol Reed) talent. Hij werd meestal gecast in solide bijrollen.
Aan het einde van de jaren veertig flirtte hij met het sterrendom dankzij hoofdrollen in Britse successen als Captain Boycott (1947), The Weaker Sex (1948), The Chiltern Hundreds (1949), Tony Draws a Horse (1950) en I Believe in You (1952). 
Zijn meest memorabele rollen speelde Parker wellicht in drie koddige, klassiek geworden filmkomedies die gedragen werden door Alec Guinness: de satirische sciencefictionfilm The Man in the White Suit (1951) en de misdaadkomedies Father Brown (1954) en The Ladykillers (1955).
Naarmate de jaren verstreken was Parker meer en meer te zien in komische films. Hij speelde meer dan de helft van zijn rollen in komedies, misdaadkomedies, muziekkomedies en tragikomedies.  

### Voorkomen en acteerstijl
Net zoals zijn generatiegenoten Cedric Hardwicke, David Niven en Brian Aherne was Parker de perfecte incarnatie van de Britse gentleman. 
Hij had een opvallend hese stem en een doordringende blik. Zijn hoofd stond lichtjes gekanteld op zijn romp, wat hij had overgehouden aan een letsel aan de nek uit de Eerste Wereldoorlog. 
Hij gedroeg zich steeds welopgevoed en gemanierd, maar kwam vaak over als een opgeblazen persoonlijkheid, met de nodige bombast. Daarbij nam hij regelmatig een hooghartige houding aan, waarbij hij op een zelfvoldane manier zijn minachting kon uiten.  

### Typische rollen
Hij kroop dan ook heel vlot in de huid van machthebbers allerhande: hoogwaardigheidsbekleders (eerste minister, gouverneur, ambassadeur, burgemeester, provoost), leden van de adel (koning, prins-regent) of van de clerus (bisschop en aartsdiaken). Hij belichaamde even waardig hogere militairen (First Sea Lord, vice-maarschalk, (luitenant-)generaal (2 films), kolonel (4), majoor, commandant (3) en kapitein (5)).
Daarnaast gaf hij gestalte aan (meestal) vrije beroepen met maatschappelijk aanzien als dokter (3), (groot-)industrieel (2), professor, voorzitter, advocaat, bankdirecteur, schoolhoofd (2), ambtenaar (2) en hulpcommissaris.
Met eenzelfde gewichtigheid en zelfvoldaanheid gaf hij kleur aan zowel sirs (13) of lords (2) ('upstairs') als aan butlers (2) ('downstairs').

### Privéleven
Parker trouwde in 1927 met Muriel Anne Randell-Brown. Het koppel bleef samen tot aan zijn overlijden in 1971. Ze hadden één kind.
Parker overleed in 1971 op 73-jarige leeftijd.

## Filmografie (selectie)
- 1935 - Her Last Affaire (Michael Powell)
- 1936 - The Man Who Changed His Mind (Robert Stevenson)
- 1938 - The Lady Vanishes (Alfred Hitchcock)
- 1938 - The Citadel (King Vidor)
- 1940 - The Stars Look Down (Carol Reed)
- 1941 - Dangerous Moonlight (Brian Desmond Hurst)
- 1945 - Caesar and Cleopatra (Gabriel Pascal)
- 1948 - The First Gentleman (Alberto Cavalcanti)
- 1949 - Under Capricorn (Alfred Hitchcock)
- 1951 - The Man in the White Suit (Alexander Mackendrick)
- 1952 - His Excellency (Robert Hamer)
- 1952 - I Believe in You (Basil Dearden en Michael Relph)
- 1954 - Father Brown (Robert Hamer)
- 1954 - For Better, for Worse (J. Lee Thompson)
- 1955 - The Ladykillers (Alexander Mackendrick)
- 1956 - The Court Jester (Melvin Frank en Norman Panama)
- 1956 - 23 Paces to Baker Street (Henry Hathaway)
- 1957 - The Admirable Crichton (Lewis Gilbert)
- 1958 - A Tale of Two Cities (Ralph Thomas)
- 1958 - Indiscreet (Stanley Donen)
- 1958 - I Was Monty's Double (John Guillermin)
- 1959 - The Wreck of the Mary Deare (Michael Anderson)
- 1960 - Swiss Family Robinson (Ken Annakin)
- 1964 - Guns at Batasi (John Guillermin)
- 1965 - The Amorous Adventures of Moll Flanders (Terence Young)
- 1965 - Lady L (Peter Ustinov)
- 1969 - Oh! What a Lovely War (Richard Attenborough)

- Biblioteca Nacional de España: XX1616735
- Bibliothèque nationale de France: cb14067160s (data)
- Catàleg d'autoritats de noms i títols de Catalunya: 981058508512706706
- Gemeinsame Normdatei: 142151041
- International Standard Name Identifier: 0000 0000 6310 4078
- Library of Congress Control Number: n88100845
- Nationale bibliotheek van Australië: 35523393
- Nationale Bibliotheek van Israël: 987007605478005171
- Istituto Centrale per il Catalogo Unico: TSAV365599
- SNAC: w6qw11sd
- Système universitaire de documentation: 052197301
- Trove: 983656
- Virtual International Authority File: 54352391
- WorldCat: E39PBJgHhmqgPbjV66Jdd74yVC